# 監国魯
監国魯（かんこくろ）は、中国の南明政権のうち、紹興で監国を称した魯王朱以海が福州で即位した隆武帝に対抗して用いた紀年法。「監国」または「魯監国」にも作る。朱以海は皇帝に即位しなかったため、独自の元号も建てずに称号の「監国」をそのまま使用した。このほか李兆洛『紀元編』等は朱以海の元号として庚寅を挙げているが真偽は定かでない。史書や年表には、監国を称した1645年を元年とするものと、翌1646年を元年とするものとがあり、また末年を朱以海が紹興で敗退した1646年までとするものと、金門に奔って鄭成功のもとに身を寄せた1651年まで数えるものとがあり、一定していない。

## 西暦等との対照表
| 監国魯 | 元年     | 2年     | 3年     | 4年     | 5年     | 6年     | 7年     |
| 西暦   | 1645年   | 1646年  | 1647年  | 1648年  | 1649年  | 1650年  | 1651年  |
| 干支   | 乙酉     | 丙戌    | 丁亥    | 戊子    | 己丑    | 庚寅    | 辛卯    |
| 南明   | 隆武元年 | 隆武2年 | -       | -       | -       | -       | -       |
| 清     | 順治2年  | 順治3年 | 順治4年 | 順治5年 | 順治6年 | 順治7年 | 順治8年 |